# Bro kyrka, Bohuslän
Bro kyrka är en kyrkobyggnad i Brodalen i Lysekils kommun. Den tillhör sedan 2023 Lysekils norra församling (tidigare Bro församling) i Göteborgs stift.

## Kyrkobyggnaden
Bro kyrka är till sina äldsta delar från 1200-talet. Åren 1692-1696 breddades kyrkan och förlängdes åt öster. Den utökades även 1937 i samband med en omfattande restaurering efter ritningar av arkitekterna Axel Forssén och Gustaf Ljungman. Då uppfördes nuvarande torn och sakristia. I sin nuvarande form består kyrkan av rektangulärt långhus med femsidigt kor i öster och torn i väster. Norr om koret finns den vidbyggda sakristian.
Ruinerna av en kastal finns högst upp på Brokullen.

## Takmålningar

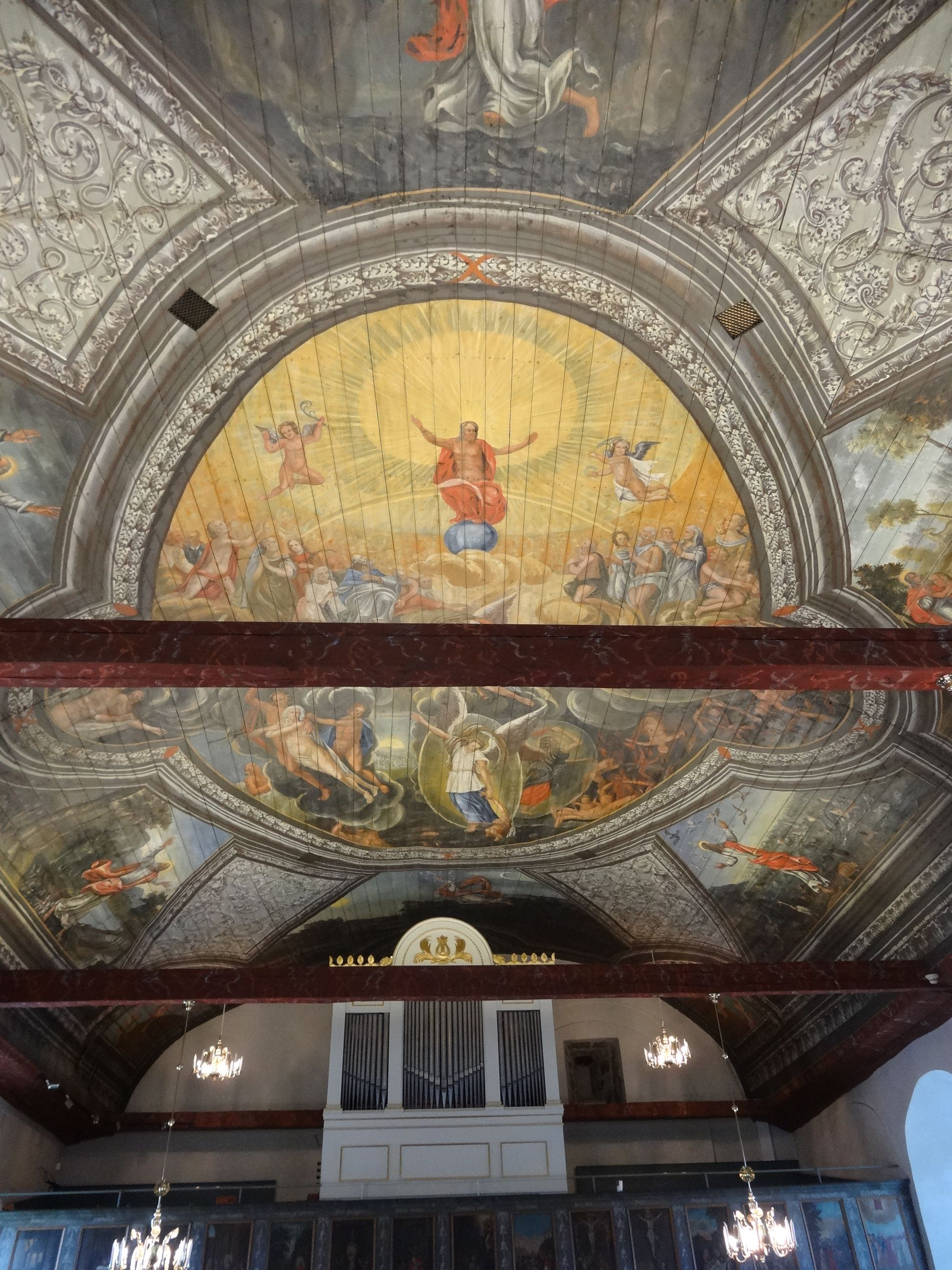
Takmålningen i långhuset av Christian von Schönfeldt, sedd från koret.

Kyrkan har ett tunnvälvt trätak med målningar från 1709 av Christian von Schönfeldt. Över koret med scener ur Höga visan och Psaltaren. Över långhusets mitt är motivet den yttersta domen och längs sidorna och på västfallet skapelsedagarna. Takmålningarna har aldrig varit övermålade som i många andra kyrkor.

## Inventarier
- Altaruppsatsen tillkom i samband med utbyggnaden på 1690-talet och är snidad av Markus Jäger den äldre. Själva altartavlan målades av Johan Hammer och är ett av endast ett fåtal verk av denne konstnär som bevarats till eftervärlden. Nattvardstavlan målades 1734 av Christian von Schönfeldt.
- Dopfunten med sexsidig cuppa och fot är tillverkad av trä 1697 och marmorerad 1734 av Christian von Schönfeldt.
- Läktarbröstningen bemålades 1742 av Christian von Schönfeldts son Mårten.
- Predikstolen är tillverkad 1722 av Nicolaus Falk.
- Som minne av amiral Olof Strömstierna finns hans och hustruns grav, samt ett epitafium omgivet av hans värjor, i kyrkan.

### Orgel
- Nuvarande orgel är byggd 1999 av Ålems Orgelverkstad. Man har bibehållit 1856 års ljudande fasad, byggd av Johan Nikolaus Söderling. Pipverket är heterogent och innehåller material från 1856. Orgeln har sexton stämmor fördelade på två manualer och pedal.[3]

## Galleri

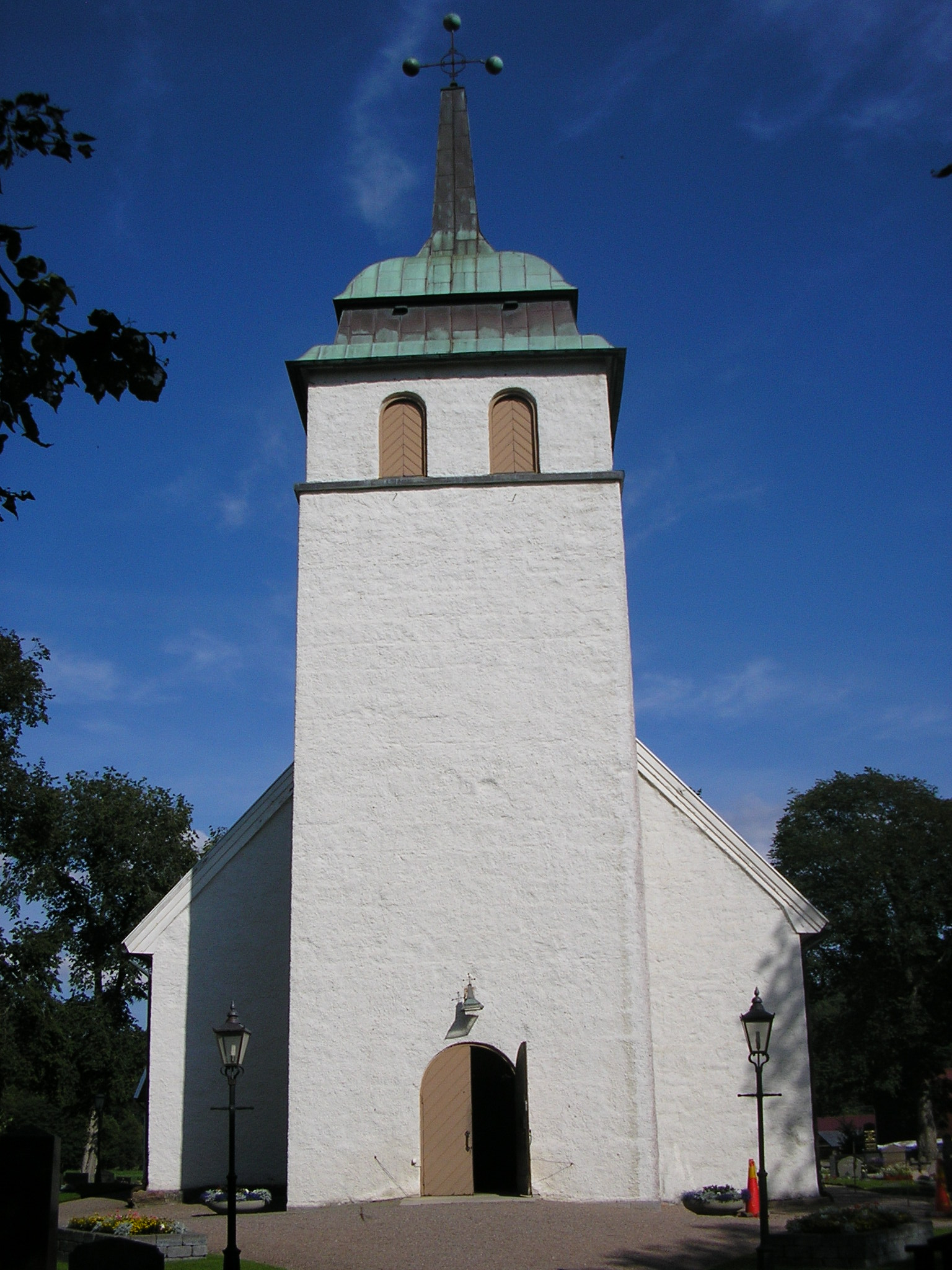
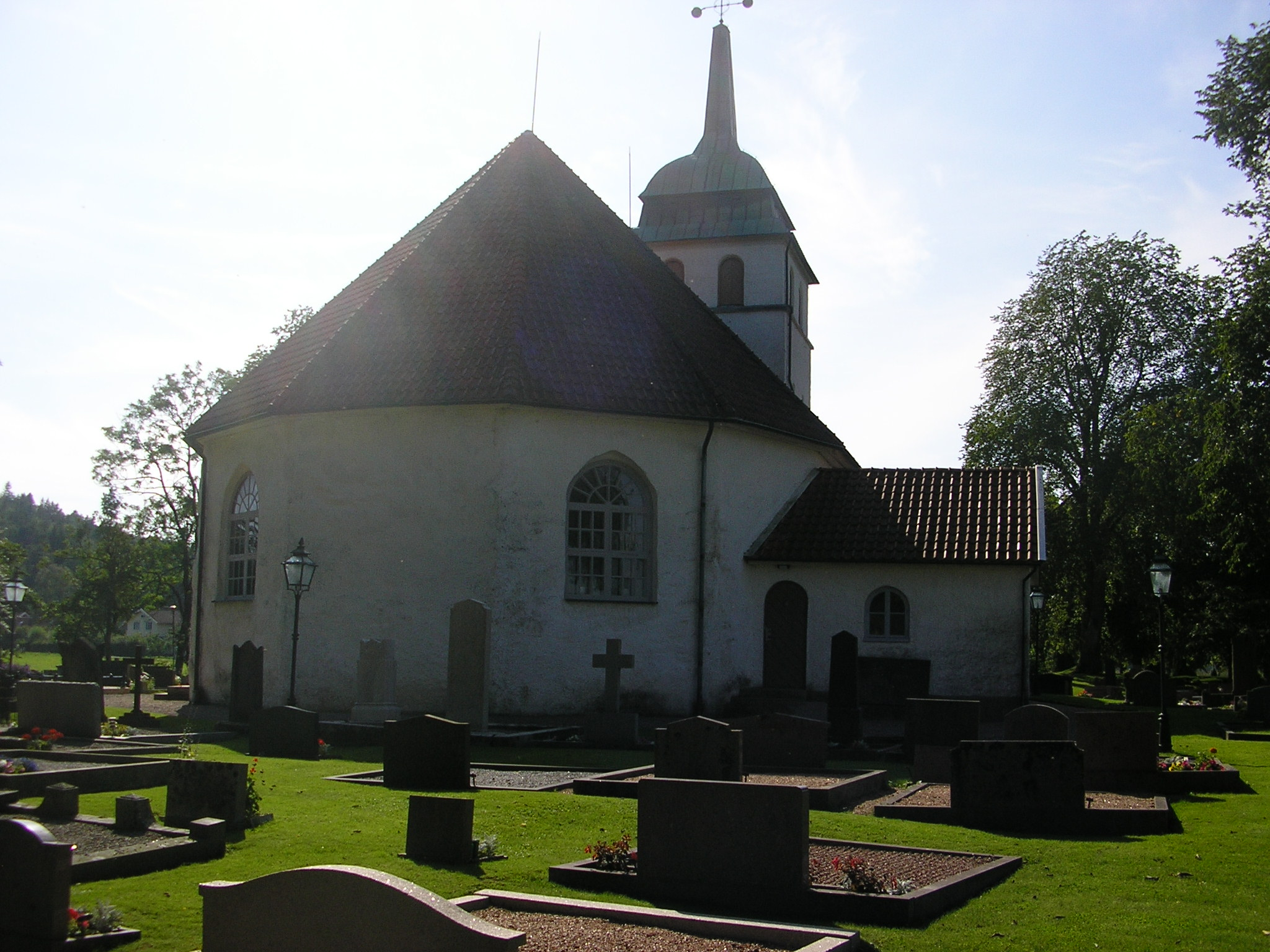
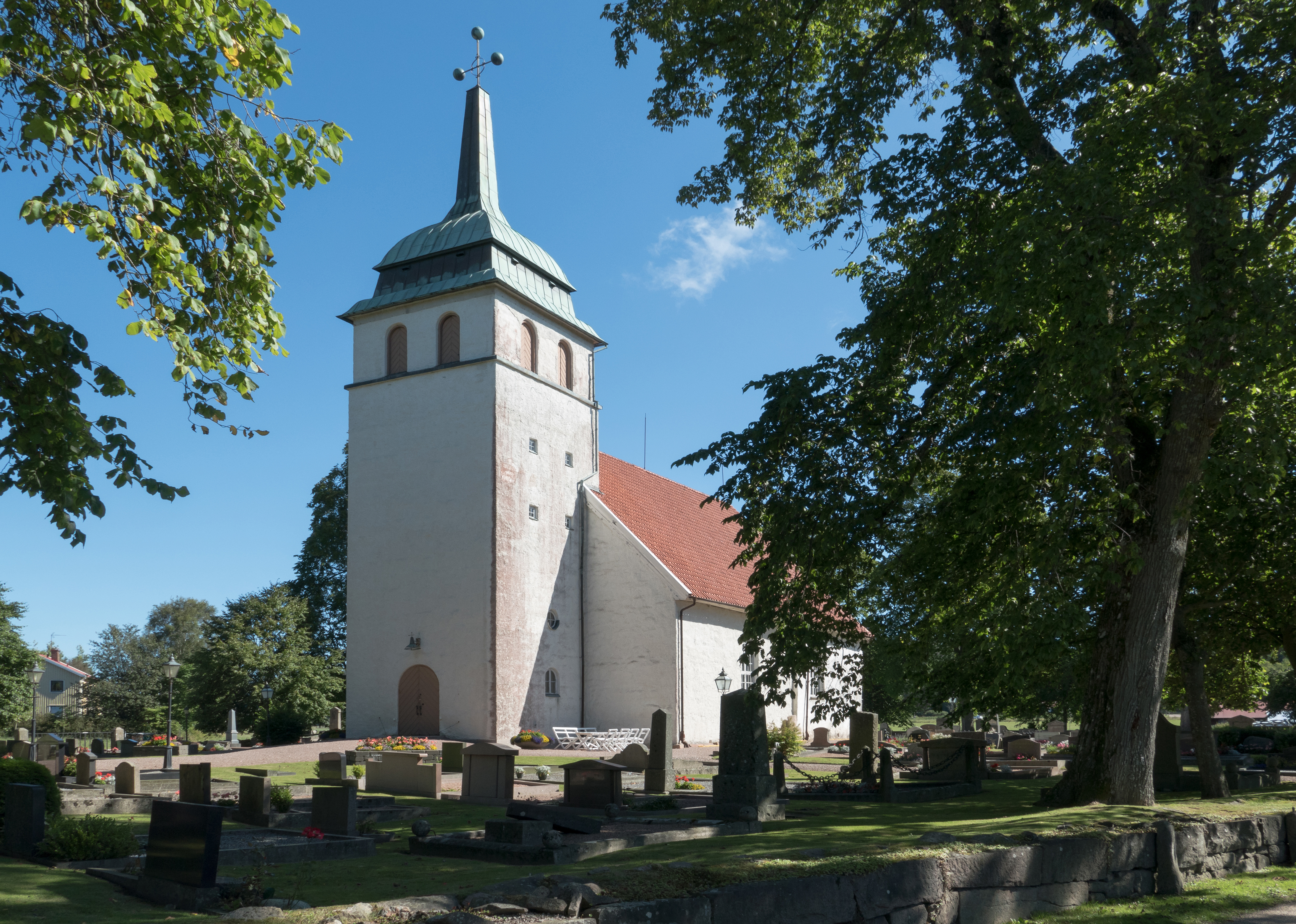